# NGC 4474
NGC 4474 هي مجرة محدبة تبعد حوالي 50 مليون سنة ضوئية تقع في كوكبة الهلبة. تم اكتشافها من قبل عالم الفلك ويليام هيرشيل في 8 أبريل 1784. وهي عضو في مجموعة عنقود العذراء المجري.

## وصلات خارجية
- NGC 4474 على موقع ويكي سكاي: DSS2, SDSS, GALEX, IRAS, Hydrogen α, X-Ray, Astrophoto, Sky Map, Articles and images